# Giovanni Comneno Asen
Giovanni Comneno Asen (in bulgaro Йоан Комнин Асен?, Yoan Komnin Asen; in greco antico: Ίωάννης Κομνηνός Ἀσάνης?, Iōannēs Komnēnos Asanēs; in serbo Јован Комнин Асен?, Jovan Komnin Asen; ... – 1363) è stato un nobile bulgaro governatore del principato di Valona dal 1345 al 1363, inizialmente come vassallo dell'Impero serbo e dopo il 1355 come Stato indipendente.

## Biografia
Discendente da nobile famiglia bulgara era figlio di Sratsimir di Kran e fratello dello zar Ivan Alessandro di Bulgaria e di Elena di Bulgaria, la sposa dello zar Stefano Uroš IV Dušan di Serbia. Forse in cerca di migliori opportunità emigrò in Serbia, dove sposò la sorella del sovrano serbo. Lì, venne insignito del titolo di despota da Stefano Dušan, che lo mise a capo dei suoi territori nel sud dell'attuale Albania.
Come despota di Valona, Giovanni instaurò relazioni commerciali con la Repubblica di Venezia e la Repubblica di Ragusa. Dopo la morte di Dušan nel 1355, si alleò con Simeon Uroš nel conflitto per la successione al trono serbo. Con l'aiuto di Venezia, Giovanni mantenne lo status di essenziale indipendenza del Principato di Valona. Probabilmente morì di febbre nel 1363 e gli succedette Alessandro Comneno Asen, che era probabilmente il figlio della sua prima moglie, il cui nome è sconosciuto. Giovanni si sposò una seconda volta con una nobile dell'Epiro di nome Anna Paleologa.